# Guerra Austro-Prussiana
A Guerra Austro-Prussiana foi travada pelo Império Austríaco e pelo Reino da Prússia em 1866 e resultou no domínio prussiano sobre territórios germânicos. Na Alemanha e na Áustria ela é conhecida como Deutscher Krieg ("Guerra Alemã") ou Bruderkrieg ("Guerra de Irmãos"). Na Itália, chama-se Terza guerra di independenza italiana ("Terceira guerra de independência italiana"), pois resultou na anexação do Vêneto ao Reino de Itália, que havia se aliado à Prússia contra o Império Austríaco.

## Antecedentes e causas
Por séculos, os imperadores do Sacro Império Romano-Germânico governavam nominalmente os estados alemães, mas os nobres poderosos mantinham uma independência de fato com auxílio externo, particularmente da França. O Reino da Prússia se tornou o mais poderoso desses Estados, e, já no século XIX, era considerada uma das grande potências da Europa.
Após o fim das Guerras Napoleônicas, em 1815, a influência francesa sobre os estados alemães era fraca e ideais nacionalistas espalharam-se pela Europa. Muitos observadores perceberam que as condições para a unificação da Alemanha estavam em desenvolvimento, e duas concepções de unificação se desenvolveram. Um delas era a Grande Alemanha, que incluiria o império multinacional da Áustria. A outra, preferida pela Prússia, era a Pequena Alemanha, que excluía a Áustria.
O junker (nobre prussiano) Otto von Bismarck tornou-se primeiro ministro da Prússia em 1862 e começou imediatamente uma política focalizada na unificação da Alemanha como uma Pequena Alemanha sob controle prussiano. Tendo aumentado a consciência nacional alemã, convencendo a Áustria a unir-se a ele na Guerra dos Ducados do Elba (também conhecida como Guerra Dinamarquesa ou Segunda Guerra do Eslésvico), Bismarck provocou um conflito pela administração das províncias conquistadas de Eslésvico e Holsácia, que fora acertada na Convenção de Gastein. A Áustria declarou guerra à Prússia e conclamou os exércitos dos estados alemães menores para juntarem-se a ela.

## As alianças
A maioria dos Estados alemães uniu-se à Áustria, contra a Prússia, percebida como a agressora. Dentre esses Estados estavam a Reino da Saxônia, Bavária, Baden, Vurtemberga, Hanôver, Hesse-Cassel, Hesse-Darmstádio e Nassau. Alguns estados setentrionais juntaram-se à Prússia, particularmente Ducado de Oldemburgo, Meclemburgo-Schwerin, Meclemburgo-Strelitz, e Ducado de Brunsvique. O Reino de Itália, recém constituído, também se juntou à Prússia, porque a Áustria ainda ocupava o território do Vêneto, que os irredentistas italianos queriam para completar a unificação da Itália. 
Notavelmente, as outras potências estrangeiras abstiveram-se da guerra. O imperador francês Napoleão III, que esperava uma vitória austríaca, preferiu ficar de fora do conflito para fortalecer sua posição de negociação pelo território ao longo do Reno, enquanto que o Império Russo ainda guardava ressentimentos contra a Áustria por conta da Guerra da Crimeia.
| Alianças da Guerra Austro-Prussiana (1866) | |                                                                                             |
| Alianças | |                                                                                             |
| Prússia | Império Austríaco | Neutros                                                                                     |
| Reino da Itália Meclemburgo-Schwerin Meclemburgo-Strelitz Ducado de Oldemburgo Anhalt Brunswick Saxe-Altemburgo Saxe-Coburgo-Gota Lauenburg Lippe-Detmold Schwarzburg-Sondershausen Waldeck-Pyrmont Bremen Hamburgo Lübeck | Baviera Hanôver Saxônia Württemberg Baden Grão-Ducado de Hesse Ducado de Nassau Hesse-Cassel Saxe-Meiningen Reuss-Greiz Schaumburg-Lippe Frankfurt | Limburgo Liechtenstein Luxemburgo Reuss-Schleiz Saxe-Weimar-Eisenach Schwarzburg-Rudolstadt |
| Reino da Itália Meclemburgo-Schwerin Meclemburgo-Strelitz Ducado de Oldemburgo Anhalt Brunswick Saxe-Altemburgo Saxe-Coburgo-Gota Lauenburg Lippe-Detmold Schwarzburg-Sondershausen Waldeck-Pyrmont Bremen Hamburgo Lübeck | Baviera Hanôver Saxônia Württemberg Baden Grão-Ducado de Hesse Ducado de Nassau Hesse-Cassel Saxe-Meiningen Reuss-Greiz Schaumburg-Lippe Frankfurt | Territórios DisputadosSchleswig Holstein                                                    |

## As forças em campo
Um dos principais fatores de notoriedade, foi o encontro de diferentes doutrinas militares.
O exército austríaco vinha de uma doutrina militar tradicional, contando com um "Corpo Ajudante", uma segunda estrutura de oficialato militar, datada desde o século XVIII que era encarregada do desenvolvimento de táticas militares no nível operacional, e trabalhava de maneira paralela à estrutura "comum" do exército austríaco. Enquanto o lado prussiano, trouxe inovações no nível estratégico, tático, e tecnológico. Com o primeiro emprego em larga escala da malha ferroviária para a locomoção de tropas e a introdução do rifle de ação de culatra, o "rifle de agulha" Dreyse modelo 1841, que permitia uma velocidade de disparo até três vezes maior que os ultrapassados mosquetes austríacos.

### Exército Austríaco
As forças austríacas foram divididas em dois grandes exércitos, o Exército do Norte, comandado pelo general Ludwig von Benedek, e o exército do sul, liderado por pelo Arquiduque Alberto. O exército do norte, a maior força de toda a guerra, contava com aproximadamente 240.000 soldados, divididos em sete corpos, com unidades extra de cavalaria e artilharia reserva. Enquanto o do sul, somava aproximadamente 80.000 homens.
Cerca de 100.000 destes já encontravam-se em guarnições na região da boêmia no início da guerra, ainda em abril de 1866. Porém, segundo notou o estado maior alemão ainda em março daquele 1866, a Áustria só teria capacidades ofensivas contra a Prússia se contasse com um contingente acima de 150.000 homens.
 

Embora maior numericamente, o Exército do Norte possuía diversos problemas estruturais, notoriamente a sua incapacidade de locomoção rápida, o que já era de conhecimento do generalato prussiano. Helmuth von Moltke, em um memorando, notou:
Nossa vantagem, a qual não podemos superestimar, consiste em ser capazes de usar cinco de nossas linhas férreas para levar nosso exército e todos os recursos essenciais para a fronteira austríaca em 25 dias. A Áustria tem apenas uma ferrovia para a Boêmia e, considerando que suas tropas já estejam na Boêmia e na Galícia, e levando em conta que sua cavalaria já está em marcha, eles precisam de 45 dias para juntar 200.000 homens. Se a Baviera juntar-se à Áustria, a desvantagem não será tanto o exército Bávaro, mas a probabilidade da Baviera emprestar sua linha de trem entre Regensburg e Praga, o que reduzirá a concentração austríaca em 15 dias. 
Para além disso mas seu comandante, o marechal Ludwig von Benedek não possuía conhecimento ou experiência na região da Boêmia, uma vez que construiu sua carreira militar nas guerras italianas, notoriamente com destaque na Batalha de Solferino, que o alçou ao posto de Marechal. Não apenas isso, mas desde sua promoção, em 1859, Benedek enfrentou forte resistência política à implementação de reformas no exército, em especial vindas da corte austríaca. Após as revoltas enfrentadas em 1848, o exército firmou-se como uma ala política conservadora dentro da corte, em oposição a diversos ministérios, notoriamente o da Guerra, que propunha inovações vistas como demasiadamente progressistas. Segundo o Arquiduque Alberto:
Esperamos que nosso comandante-em-chefe fique firme contra a sanha inovadora do Ministro da Guerra. Caso ele não consiga, nós não podemos contar mais com o velho exército austríaco.

### Exército Prussiano
As forças prussianas, eram organizadas dentro da estrutura do Estado Maior Prussiano, formado pelo então Rei da Prússia, Guilherme I, o Ministro da Guerra Albrecht von Roon, o Marechal Helmuth von Moltke, que tomara a chefia do Estado Maior em 1857, além demais generais subalternos. Desde a Guerra dos Ducados, em 1864, o exército sofreu dramáticas mudanças e modernizações. Introdução de novos armamentos, como o Rifle Dreyse de ação de culatra, artilharia com ação de culatra, emprego em larga escala de ferrovias, aumento da autonomia em nível tático para o oficialato e a divisão entre três exércitos, para ampliação da mobilidade.
Em março de 1866, o exército prussiano dividia-se em três forças principais:
- Primeiro Exército, sob o comando do príncipe Friedrich Karl, com cerca de 95.000 soldados, e dividido em quatro corpos;
- Segundo Exército, comandado pelo príncipe herdeiro Friedrich Wilhelm, com aproximadamente 115.000 homens, dividido em três corpos;
- Exército do Elba, liderado pelo general Karl von Bittenfeld, com 45.000 soldados e um único corpo.

Os três exércitos seriam mobilizados contra a Áustria, enquanto outras três divisões independentes atuariam contra os aliados austríacos dentro da confederação, como Hanover, Wurttemberg e Hesse, e também tratariam da devida ocupação em na ocasião de uma retomada dos Ducados do Elba. 

## Curso da guerra

Consequências:
Azul escuro - Reino da Prússia
Azul - Aliados da Prússia
Vermelho - Império Austríaco
Rosa - Aliados da Áustria
Verde - Confederação Germânica - Membros neutros
Azul claro - Ganhos territoriais prussianos após o conflito

A principal campanha da guerra ocorreu na Boêmia. A decisiva vitória prussiana sobre a Áustria na Batalha de Königgrätz (3 de julho de 1866) destruiu o exército austríaco e forçou Viena a propor a paz.
Os austríacos tiveram melhor sorte na guerra com a Itália, derrotando-a em terra na Batalha de Custoza (24 de junho) e no mar na Batalha de Lissa (20 de julho). Os "Caçadores dos Alpes", de Garibaldi, invadiram o Tirol Meridional (atual Trentino) na Batalha de Bezzecca, em 21 de julho, e avançaram na direção de Trento, sem todavia tomar a cidade.

## Resultados
Encerradas as hostilidades, a Áustria cedeu a Venécia (correspondente às atuais regiões italianas do Vêneto e do Friul-Veneza Júlia) ao Reino de Itália (com a mediação da França).
O Tratado de Paz de Praga, de 23 de agosto de 1866, determinou a dissolução da Liga Alemã, a anexação de Schleswig-Holstein, Hanôver, Hesse-Cassel, Nassau e Frankfurt ao Reino da Prússia e a exclusão do Império Austríaco dos assuntos alemães.
A guerra tornou a Prússia a potência hegemônica na Alemanha e com ascendência sobre os estados alemães menores, que se veriam compelidos a aliarem-se aos prussianos na Guerra Franco-Prussiana de 1870 e a aceitar a coroação de Guilherme I como Kaiser de uma Alemanha unificada, em 1871. A Guerra dos Ducados do Elba e a Guerra Austro-Prussiana podem ser vistas, portanto, como as primeiras grandes manobras de Bismarck para atingir a sua meta de unificar a Alemanha sob controle do Reino da Prússia.